# Laura Brent
Laura Brent (Melbourne, Victoria; 2 de mayo de 1988) es una actriz australiana, más conocida por haber interpretado a Liliandil en la película The Chronicles of Narnia: The Voyage of the Dawn Treader.

## Biografía
Nació en Australia, pero a los 5 años se mudó a los Estados Unidos con su madre. 
Asistió a la prestigiosa escuela australiana National Institute of Dramatic Art "NIDA" de donde se graduó en 2007 con un grado en actuación.

## Carrera
En 2010 se unió al elenco de la película The Chronicles of Narnia: The Voyage of the Dawn Treader donde dio vida a Liliandil, la hija de Ramandu e interés romántico del rey Caspian (Ben Barnes). 
Ese mismo año apareció como invitada en la segunda temporada de la serie Legend of the Seeker donde dio vida a Dahlia, una Mord-Sith y amiga de la infancia de Cara (Tabrett Bethell).
En 2011 se unió al elenco principal de la película A Few Best Men donde dio vida a la joven Mia Ramme. Ese mismo año interpretó a Charlotte Kenealty en dos episodios de la serie australiana Wild Boys.
En 2014 apareció en la miniserie Never Tear Us Apart: The Untold Story of INXS donde interpretó a Beth "Buffy" Farriss, la esposa del guitarrista Tim Farriss (Nicholas Masters) del grupo "INXS".
Ese mismo año se unirá al elenco principal de la miniserie ANZAC Girls donde interpretará a Elsie Cook, una de las enfermeras que se encuentran al servicio del ejército australiano.
En febrero de 2016 se anunció que Laura se había unido al elenco principal de la nueva serie Transylvania donde dará vida a Victoria, una joven mujer que busca a su padre con la ayuda de un detective de Scotland Yard.

## Filmografía

### Series de televisión
| Año  | Serie                                         | Personaje            | Notas                    |
| ---- | --------------------------------------------- | -------------------- | ------------------------ |
| 2016 | Secret City                                   | Doctora Crick        | 5 episodios - miniserie  |
| 2014 | ANZAC Girls                                   | Elsie Cook           | 6 episodios - miniserie  |
| 2014 | Never Tear Us Apart: The Untold Story of INXS | Beth "Buffy" Farriss | 2 episodios - miniserie  |
| 2011 | Wild Boys                                     | Charlotte Kenealty   | 2 episodios              |
| 2010 | Rescue Special Ops                            | Katrina Whitney      | episodio "Off the Rails" |
| 2010 | Legend of the Seeker                          | Dahlia               | 3 episodios              |
| 2010 | Chandon Pictures                              | Sarah                | 4 episodios              |

### Películas
| Año  | Título                                                   | Personaje           | Notas                                                                            |
| ---- | -------------------------------------------------------- | ------------------- | -------------------------------------------------------------------------------- |
| 2021 | Mortal Kombat                                            | Alison Young        | -                                                                                |
| 2018 | Winchester                                               | Ruby                | junto a Helen Mirren, Jason Clarke, Sarah Snook                                  |
| 2016 | Transylvania                                             | Victoria            | -                                                                                |
| 2015 | Della Mortika                                            | Abigail Della Morte | corto - junto a Gigi Edgley, Dena Kaplan, Xavier Samuel & Noni Hazlehurst        |
| 2014 | Healing                                                  | Stacey              | junto a Hugo Weaving, Anthony Hayes, Robert Taylor, Don Hany & Justine Clarke    |
| 2013 | Anima                                                    | Joselyn Murphy      | corto - junto a Henry Nixon, Karl Beattie, Katherine Hicks & Aaron Scully        |
| 2012 | Not Suitable for Children                                | Erica               | junto a Ryan Kwanten, Ryan Corr, Bojana Novakovic & Susan Prior                  |
| 2011 | A Few Best Men                                           | Mia Ramme           | junto a Xavier Samuel, Olivia Newton-John, Tim Draxl y Rebel Wilson              |
| 2011 | Burning Man                                              | Enfermera Llorando  | junto a Elizabeth Blackmore                                                      |
| 2010 | The Chronicles of Narnia: The Voyage of the Dawn Treader | Liliandil           | junto a Georgie Henley, Skandar Keynes, Ben Barnes & Will Poulter                |
| 2009 | Message from the CEO                                     | Novia               | corto - junto a Nathan Phillips, Mick Preston, Declan McGovern & Ben Prendergast |

### Teatro
| Año  | Obra                            | Personaje | Director (a)   | Teatro          | Notas                                                                                   |
| ---- | ------------------------------- | --------- | -------------- | --------------- | --------------------------------------------------------------------------------------- |
| 2009 | Dealing with Clair              | Clair     | Cristabel Sved | Stables Theatre | junto a Kelly Paterniti, Ed Wightman, Sarah Becker & Boris Brkic                        |
| 2008 | Hamlet                          | Ophelia   | Marion Potts   | Drama Theatre   | junto a Brendan Cowell, Russell Kiefel, Heather Mitchell, Barry Otto & Christopher Ryan |
| 2008 | All the Blood and All the Water | -         | John Sheedy    | Lennox Theatre  | junto a Fayssal Bazzi, Patrick Dickson, John Nasser & William Snow                      |
| 2008 | Tartuffe                        | -         | Matthew Lutton | Merlyn Theatre  | junto a Marcus Graham, Francis Greenslade, Barry Otto, Luke Ryan & Alison Whyte         |

## Premios y nominaciones
| Año  | Categoría               | Premio      | Serie                                                       | Resultado |
| ---- | ----------------------- | ----------- | ----------------------------------------------------------- | --------- |
| 2015 | Most Popular New Talent | Logie Award | ANZAC Girls & Never Tear Us Apart: The Untold Story of INXS | Nominada  |